# Alina Ivanova
Alina Petrovna Ivanova (Russisch:Алина Петровна Иванова) (Tsjeljabinsk, 16 maart 1969) is een voormalige Russische atlete, die was gespecialiseerd in het snelwandelen en het langeafstandslopen. Tot en met 1991 kwam ze uit voor de Sovjet-Unie, in 1992 voor het Gemenebest van Onafhankelijke Staten en vervolgens voor Rusland. Haar grootste successen boekte ze aan het begin van haar sportcarrière bij het snelwandelen. Ze werd Europees indoorkampioene en meervoudig Sovjet-kampioene. Ook nam ze eenmaal deel aan de Olympische Spelen. Later legde ze zich toe op het langeafstandslopen en schreef diverse grote marathons op haar naam, zoals: Sydney (1996), Praag (2000, 2006), Dublin (2007).

## Biografie
In 1991 won Ivanova op de wereldkampioenschappen in Tokio een gouden medaille op het onderdeel 10 km snelwandelen. Met een tijd van 42.57 versloeg ze de Zweedse Madelein Svensson (zilver) en Finse Sari Essayah (brons). In 1992 werd ze voor de tweede maal Sovjet-indoorkampioene op de 3000 m snelwandelen. Ze kwalificeerde zich hiermee voor de Europese indoorkampioenschappen in de Italiaanse stad Genua, waar ze de Europese titel veroverde.
Op de Olympische Spelen van 1992 in Barcelona speelde zich een klein drama af in de laatste slotronde. Beide Chinezen Chen Yueling en Li Chunxiu liepen aan de leiding van de olympische 10 km snelwandelwedstrijd en hadden slechts 20 m voorsprong op de snelwandelaars Jelena Nikolajeva en Alina Ivanova, die beiden voor het Gemenebest van Onafhankelijke Staten uitkwamen. De achtervolgers liepen in en Alina Ivanova nam de leiding over in de wedstrijd. Op de finish waren de doorkomsttijden: Alina Ivanova (44.23), Chen (44.32), Nikolajeva (44.33) en Li (44.41). De jury diskwalificeerde Ivanova wegens onreglementair lopen en de Chinese Chen werd olympisch kampioene.

## Titels
- Wereldkampioene 10 km snelwandelen - 1993
- Europees indoorkampioene 3000 m snelwandelen - 1992
- Sovjet-indoorkampioene 3000 m snelwandelen - 1989, 1992
- Sovjet-kampioene 10 km snelwandelen - 1991

## Persoonlijke records
Baan
| Onderdeel           | Prestatie | Datum        | Plaats  |
| ------------------- | --------- | ------------ | ------- |
| 3000 m snelwandelen | 12.27,0   | 15 juli 1989 | Brjansk |
| 5000 m snelwandelen | 20.50,60  | 15 juli 1989 | Brjansk |

Weg
| Onderdeel          | Prestatie | Datum           | Plaats       |
| ------------------ | --------- | --------------- | ------------ |
| 10 km              | 32.53     | 14 oktober 2007 | Udine        |
| 15 km              | 49.30     | 14 oktober 2007 | Udine        |
| 20 km              | 1:06.03   | 14 oktober 2007 | Udine        |
| halve marathon     | 1:09.32   | 14 oktober 2007 | Udine        |
| marathon           | 2:25.34   | 22 april 2001   | Londen       |
| 5 km snelwandelen  | 20.36     | 21 april 1991   | L'Hospitalet |
| 10 km snelwandelen | 42.16     | 27 mei 1989     | Navapolatsk  |
| 20 km snelwandelen | 1:43.56   | 8 juni 2008     | Saransk      |

Indoor
| Onderdeel           | Prestatie | Datum           | Plaats |
| ------------------- | --------- | --------------- | ------ |
| 3000 m snelwandelen | 11.44,00  | 7 februari 1992 | Moskou |

## Palmares

### 3000 m snelwandelen
- 1992:  EK indoor - 11.49,99

### 10 km snelwandelen
- 1991:  WK - 42.57
- 1992: DQ OS

### 10 km
- 1992:  Corrida van Houilles - 21.12
- 1997:  Cotton Row Run in Huntsville - 35.13

### 15 km
- 1998:  Tri Distance Run in Gainesville - 52.35
- 2004:  Corrida Festas da Cidade do Porto - 50.57

### 20 km
- 1997:  Russische kamp. in Shchelkovo - 1:09.47
- 2006: 23e WK in Debrecen - 1:08.27

### halve marathon
- 1996:  halve marathon van Moskou - 1:12.07
- 1996:  halve marathon van Caen -
- 1998:  halve marathon van Napels - 1:13.42
- 1998: 5e halve marathon van St Peterburg - 1:14.10
- 1998: 12e WK in Uster - 1:11.18
- 1999: 10e WK in Palermo - 1:11.15
- 2003: 4e halve marathon van Setubal - 1:15.07
- 2003: 10e WK in Vilamoura - 1:10.59
- 2003:  halve marathon van Pune - 1:13.55
- 2004:  halve marathon van Setúbal - 1:10.11
- 2004:  halve marathon van Novosibirsk - 1:11.30
- 2004: 9e WK in New Delhi - 1:12.17
- 2005:  halve marathon van Vilamoura - 1:12.01
- 2005:  halve marathon van Setúbal - 1:11.59
- 2005: 30e WK in Edmonton - 1:14.27
- 2006: 5e halve marathon van Lissabon - 1:11.07
- 2007:  halve marathon van Zelenograd - 1:14.46
- 2007: 15e WK in Udine - 1:09.32
- 2007:  halve marathon van Nazarè - 1:13.07
- 2008: DNF WK in Rio de Janeiro

### marathon
- 1993: 8e Londen Marathon - 2:37.21
- 1993: 8e marathon van Tokio - 2:35.16
- 1994: 16e Boston Marathon - 2:37.15
- 1994:  marathon van Kemerovo - 2:38.53
- 1994: 6e marathon van Tokio - 2:34.23
- 1995:  marathon van Pittsburgh - 2:35.30
- 1995:  marathon van Omsk - 2:32.21
- 1995:  marathon van Saint Paul - 2:33.24
- 1995: 5e marathon van Puteaux - 2:43.45
- 1996: 5e marathon van Houston - 2:33.38
- 1996: 6e marathon van Londen - 2:32.09
- 1996:  marathon van Homebush - 2:37.19
- 1996: 6e marathon van Saint Paul - 2:37.27
- 1996:  marathon van Sydney - 2:37.19
- 1997: 10e marathon van Nagoya - 2:32.05
- 1997: 17e marathon van Tokio - 2:38.47
- 1998:  marathon van Hongkong - 2:39.26
- 1998:  marathon van Omsk - 2:31.44
- 1998:  marathon van St. Paul - 2:34.04
- 1999:  marathon van Hongkong - 2:39.20
- 1999:  marathon van Gold Coast - 2:35.58
- 2000:  marathon van Praag - 2:27.42
- 2000: 8e marathon van Berlijn - 2:32.26
- 2000: 6e marathon van Tokio - 2:28.49
- 2001: 7e marathon van Londen - 2:25.34
- 2001:  marathon van Omsk - 2:34.46
- 2002: DNF EK in München
- 2003: 5e marathon van Berlijn - 2:29.00
- 2003: 4e marathon van Seoel - 2:33.52
- 2004: 8e Londen Marathon - 2:28.48
- 2004:  marathon van Taipei - 2:39.37
- 2005: 4e marathon van Hamburg - 2:31.22
- 2005: 20e WK in Helsinki - 2:32.53
- 2006: 11e marathon van Nagoya - 2:32.23
- 2006:  marathon van Praag - 2:29.20
- 2006:  marathon van Dublin - 2:29.49
- 2007:  marathon van Dublin - 2:29.20
- 2008: 18e marathon van Dublin - 2:58.38
- 2009: 10e Boston Marathon - 2:36.50
- 2009:  marathon van Duluth - 2:36.58

### veldlopen
- 2006: 4e Cross Internacional de Amora-Seixal - 17.35

1987 Irina Strakhova ·
1991 Alina Ivanova ·
1993 Sari Essayah ·
1995 Irina Stankina · 
1997 Annarita Sidoti